# Вільково-Нове
Вільково-Нове (пол. Wilkowo Nowe) — село в Польщі, у гміні Посвентне Білостоцького повіту Підляського воєводства.
Населення — 107 осіб (2011).
У 1975-1998 роках село належало до Білостоцького воєводства.

## Демографія
Демографічна структура станом на 31 березня 2011 року:
|          | Загалом | Допрацездатний вік | Працездатний вік | Постпрацездатний вік |
| -------- | ------- | ------------------ | ---------------- | -------------------- |
| Чоловіки | 52      | 6                  | 39               | 7                    |
| Жінки    | 55      | 16                 | 28               | 11                   |
| Разом    | 107     | 22                 | 67               | 18                   |